# Babac
Babac je mali naseljeni otok uz hrvatsku obalu Jadranskog mora, u Zadarskoj županiji. Jedini je naseljeni otočić u otočju od 16 otočića između otoka Pašmana i kopna. Naselje Babac dio je kopnene općine Sveti Filip i Jakov. 
Od znamenitosti na otoku su crkva sv. Andrije iz 13. – 15. stoljeća,  ostatci utvrde Fortice iz 15. stoljeća i svjetionik "Otočić Babac", izgrađen 1874. Utvrda je pripadala ljetnikovcu obitelji de Soppe. Ljetnikovac je utvrđen. Nastanak i razvoj gospodarsko-ladanjskog sklopa kuće koja se spominje krajem 15. stoljeća do izgradnje zidina i mlina na kraju 16. stoljeća potvrđuju vrela. Zidine su izgrađene krajem 16. stoljeća, a jugozapadni dio s bastionom najbolje je sačuvan. Također je od zidina dobro očuvano pročelje s ulaznim vratima i grbom obitelji de Soppe, renesansnih osobina. U blizini je crkva sv. Andrije. Starijeg je postanja od ladanjskog posjeda de Soppe, no postala je njegovim sastavnim dijelom.  Grb obitelji de Soppe uzidan je i na pročelju crkve. Utvrđeni građevni sklop bio je u vrijeme osmanskih provala povremeno pribježište stanovništvu s kopna.
Najveći broj stanovnika zabilježen je 1953. (35), 1971. imao je 34 stanovnika, a otada broj stalno opada te danas na njemu obitava tek nekoliko stanovnika.
Njegova površina iznosi 0,787 km². Dužina obalne crte iznosi 4,6 km.